# Tomasz Kowalski
Pour les articles homonymes, voir Kowalski.
Tomasz Kowalski, né à Szczebrzeszyn en 1984, est un peintre et dessinateur polonais.

## Biographie
Il se forme à l’académie des beaux-arts de Cracovie dont il sort diplômé en 2009.
Il est influencé par l’expressionnisme allemand et l’abstraction géométrique. Son approche plus contemporaine intègre l’illustration et le street art.
Il est prix du dessin contemporain 2014 de la Fondation Daniel & Florence Guerlain,.

## Expositions
- 2007 : Centre d’Art contemporain de Varsovie
- 2009 : Kunstlerhaus Bethanien, Berlin
- 2010 : Centre d’Art contemporain de Toruń
- 2014 : Salon du dessin, Palais Brongniart, Paris
- 2014 : Contemporary Art Museum de St. Louis[5]